# La cena dei cretini
La cena dei cretini (Le dîner de cons) è un film del 1998 scritto e diretto da Francis Veber, ispirato ad un'opera teatrale di successo dello stesso regista andata in scena a Parigi per tre anni. In Italia è stato distribuito nel 2000.

## Trama
Ogni mercoledì sera un gruppo di amici, ricchi e annoiati, organizza per tradizione la cosiddetta "cena dei cretini", alla quale i partecipanti devono portare un personaggio giudicato stupido e riderne sadicamente per tutta la serata. Su segnalazione dell'amico Jean Cordier, l'editore Pierre Brochant individua la vittima ideale in François Pignon, contabile al Ministero delle Finanze e appassionato costruttore di modellini con i fiammiferi, e lo invita a un aperitivo a casa sua prima di recarsi insieme alla cena.
Dal momento in cui il "cretino" prescelto entra in casa di Pierre Brochant, gli eventi precipitano: prima una lombalgia acuta impedisce all'editore di raggiungere i suoi amici alla cena, poi la moglie Christine, irritata dal comportamento del marito, gli comunica tramite segreteria telefonica di avere intenzione di lasciarlo. I maldestri tentativi di aiuto di François Pignon portano solamente ad un'ulteriore complicazione della vicenda, prima con l'entrata in scena di Juste Leblanc, vecchio amico di Pierre, di Marlène Sasseur, l'ex amante ninfomane di Pierre, e di Lucien Cheval, un pedante collega di Pignon, interessato a una possibile ispezione a casa di Pierre Brochant.
Infatti François, nel telefonare al dottor Sorbier, medico curante di Pierre, sbaglia numero e contatta per errore la sua ex amante Marlène, poi nel tentativo di capire dove possa essere andata la moglie, contatta l'amico Juste, al quale Pierre aveva portato via Christine due anni prima e con cui aveva interrotto ogni rapporto. Dopo che i due si sono riappacificati, Juste rivela a Pierre di sospettare che Christine si sia recata a casa di Pascal Meneaux, noto donnaiolo, del quale però nessuno dei due conosce l'indirizzo. François a quel punto rivela che può chiedere i recapiti al collega Cheval, che proprio in quei giorni sta conducendo un accertamento fiscale su Meneaux.
Convinto a recarsi a casa di Pierre, Cheval comunica l'indirizzo di Meneaux. Raggiunto per telefono da Pignon, Pascal Meneaux nega di essere con Christine, e confessa di trovarsi invece a letto con la moglie di Cheval, l'ispettore fiscale che lo sta tormentando quotidianamente con controlli esasperanti. Alla fine Pierre riceve una chiamata dall'ospedale: Christine ha avuto un incidente d'auto non grave. François riesce a parlarle e a spiegarle che Pierre è cambiato e vuole fortemente il suo ritorno a casa, facendole anche credere di non essere più in casa Brochant, ma poco dopo si tradisce quando risponde a una nuova telefonata di Christine. E Pierre lo apostrofa: "Cretino, cretino, cretino, oh che cretino!".

## Produzione

### Sviluppo
Il personaggio di François Pignon è nato dalla fantasia di Francis Veber fin dai primi anni settanta, presentando subito le caratteristiche di uomo sempliciotto, maldestro e incline alla "gaffe". Il primo interprete a impersonare Pignon fu Jacques Brel ne Il rompiballe (L'emmerdeur) girato nel 1973, cui seguirono due interpretazioni da parte di Pierre Richard, in Les compères - Noi siamo tuo padre (Les compères, 1983) e in Due fuggitivi e mezzo (Les fugitifs, 1986). Nel 2000 è stata la volta di Daniel Auteuil nel film L'apparenza inganna (Le placard).

### Riprese
Nonostante il film sia ambientato quasi totalmente in interni, è stato scelto di utilizzare un rapporto (2,35:1) solitamente usato per  valorizzare un paesaggio panoramico.

## Colonna sonora
Il brano di apertura del film è "Le temps ne fait rien à l'affaire", canzone di Georges Brassens del 1961.

## Accoglienza

### Incassi
Il film è stato un enorme successo commerciale, incassando 65,4 milioni di dollari a livello internazionale. Il budget di produzione fu di 12 milioni di dollari, rendendolo uno dei film commedia francesi più costosi in assoluto.

## Riconoscimenti
- 3 Premi César 1999: miglior attore (Jacques Villeret), miglior attore non protagonista (Daniel Prévost), miglior sceneggiatura
- 2 Premi Lumière 1999: migliore sceneggiatura e miglior attore (Jacques Villeret)

## Remake
Il regista statunitense Jay Roach ha realizzato un remake dal titolo A cena con un cretino, con protagonisti Steve Carell e Paul Rudd, uscito nel 2010.
Precedentemente si era già parlato di un remake americano a cui lo stesso Francis Veber stava lavorando. Probabilmente la parte del protagonista sarebbe stata affidata a Roberto Benigni.
In Italia è stato riadattato nel 2011 in forma teatrale da Filippo Ottoni, per la regia di Andrea Brambilla (conosciuto anche come Zuzzurro del duo Zuzzurro e Gaspare), ed è stato riproposto più volte, con cast parzialmente rinnovato: a Nino Formicola - il Gaspare del duo -, che dirigerà l'opera nel 2019 e nel 2023, si associa nella prima versione Brambilla (morto nel 2013), poi sostituito da Max Pisu.

## Curiosità
- La "cena" di per sé è un chiaro esempio di McGuffin, in quanto sebbene la storia sia incentrata su essa, non ne cambia i risvolti.